# Orcevia
Genre
Synonymes
- Lollianus Simon, 1901

Orcevia est un genre d'araignées aranéomorphes de la famille des Salticidae.

## Distribution
Les espèces de ce genre se rencontrent en Asie du Sud-Est et en Chine.

## Liste des espèces
Selon World Spider Catalog (version 25.0, 06/07/2024) :
- Orcevia bidoup Logunov, 2024
- Orcevia bokoblin Yu, Maddison & Zhang, 2023
- Orcevia calcicola Yu, Maddison & Zhang, 2023
- Orcevia deelemanae Yu & Zhang, 2023
- Orcevia eucola Thorell, 1890
- Orcevia feitongae Yu & Zhang, 2023
- Orcevia gongae Yu & Zhang, 2023
- Orcevia jinping Yu & Zhang, 2023
- Orcevia keyserlingi Thorell, 1890
- Orcevia kuloni Prószyński & Deeleman-Reinhold, 2012
- Orcevia meinei Yu, Maddison & Zhang, 2023
- Orcevia mercuryi Yu, Maddison & Zhang, 2023
- Orcevia nietzschei Yu, Maddison & Zhang, 2023
- Orcevia pakse Yu & Zhang, 2023
- Orcevia perakensis (Simon, 1901)
- Orcevia proszynskii (Song, Gu & Chen, 1988)
- Orcevia qogyigyacani Yu & Zhang, 2024
- Orcevia shuyuani Yu & Zhang, 2023
- Orcevia sicus (Wu & Yang, 2008)
- Orcevia sokoli (Prószyński & Deeleman-Reinhold, 2013)
- Orcevia timburtoni Yu, Maddison & Zhang, 2023
- Orcevia wuliang Yu & Zhang, 2023
- Orcevia yahaha Yu, Maddison & Zhang, 2023
- Orcevia zabkai Yu, Maddison & Zhang, 2023
- Orcevia zu Yu & Zhang, 2023

## Systématique et taxinomie
Ce genre a été décrit par Thorell en 1890 dans les Salticidae. Il est placé en synonymie avec Laufeia par Simon en 1903. Il est relevé de synonymie par Prószyński et Deeleman-Reinhold en 2012. Il est placé en synonymie avec Laufeia par Zhang et Maddison en 2015. Il est relevé de synonymie par Prószyński en 2019.
Lollianus a été placé en synonymie par Prószyński et Deeleman-Reinhold en 2012.

## Publication originale
- Thorell, 1890 : « Diagnoses aranearum aliquot novarum in Indo-Malesia inventarum. » Annali del Museo Civico di Storia Naturale di Genova, vol. 30, p. 132-172 (texte intégral).